# 莱唐萨莱
莱唐萨莱（法語：L'Étang-Salé，法語發音：[letɑ̃ sale]，意为“咸塘”）是法国海外省留尼汪的一个市镇，属于圣皮埃尔区。

## 地理
莱唐萨莱（21°15'58"S, 55°22'1"E）面积38.65 平方千米，位于法国海外省留尼汪。
与莱唐萨莱接壤的市镇（或旧市镇、城区）包括：莱萨维龙、圣路易。
莱唐萨莱的时区为UTC+04:00。

## 行政
莱唐萨莱的邮政编码为97427，INSEE市镇编码为97404。

## 政治
莱唐萨莱所属的省级选区为莱唐萨莱县，其也是该县的中央投票站所在地。

## 人口
莱唐萨莱于2022年1月1日时的人口数量为14329人。